# Урсула Корберо
Урсула Корберо Делгадо (рођена у Барселони 11. августа 1989. године) је шпанска глумица.
Прославила се у телевизијској серији глумећи Рут Гомез Física o Química на каналу Антена 3 (2008 - 2010), Maргариту од Аустрије у серији Isabel емитера Televisión Española (2014) и Марту у комедији Cómo Sobrevivir a una Despedida (2015). Стекла је светску популарност захваљујући улози Токио на Антени 3 (касније и на Нетфликсу) у серији La Casa de Papel (2017–).

## Детињство
Урсула Корберо Делгадо је рођена у Барселони. Одрасла је са родитељима Педром Корбером, мајком Естер Делгадо, а има и сесрту по имену Моника и пса Лолиту. 
Са шест година је знала да жели да се бави глумом и прво је почела да глуми у рекламама. Кренула је на часове глуме са 13 година, као и на часове фламенка и џез плеса. После студија преселила се у Мадрид како би снимила прву телевизијску серију Física o Química.

## Каријера

### 2002 - 2013
Урсула је први пут играла као Марија у телевизијској серији Mirall Trencat 2002. године. Појавила се као Сара у серији Ventdelplà 2005-06. године, а и у серији Cuenta átras 2007. године. 2008. године приказала се у улози Мануеле Портиљо у телевизијској серији El Internado и почела је да ради на каналу Антена 3 и на серији Física o Química до 2010. године. Њен лик, Рут Гомез, пати од булимије. Серија је привукла много контроверзи, али је Урсула критички позитивно оцењена за свој изванвредан учинак.
Након напуштања серије Física o Química, 2011. године, Урсула је добила главну улогу у драми емитера Тelevisión Española, 14 de Abril. La Republica. Друга сезона овог шоуа се није емитовала све до новембра 2018. године због политичких сукоба са Народном странком. Исте године глумила је у хорор филму XP3D поред свог сарадника и пријатеља Максија Иглесијаса. Упркос важној кампањи промоције, филм није успео да убеди критичаре. 2012. године Урсула је снимила филм Los días de gloria који је такође одложен због политичких сукоба и емитован је у јулу 2013. године. Онда се придружила трећој сезони серије Gran Reserva на каналу La 1 у улози Јулије Кортазар. Исте године била је у филму Volare који је режирао Хоакин Ористрел. Након тога је глумила у хорор филму Afterparty који такође није успео да убеди ни критичаре ни публику. Крајем године је отпутовала у Колумбију да сними Crimen con vista al Mar са Кармелом Гомезом.
2013. године је глумила у комедији ¿Quién mató a Bambi? заједно са глумицом Кларом Ларго и глумцем Кимом Гутиерезом. Филм је био добро прихваћен од стране критичара и публике. Исте године Урсула је дала глас Сему у анимираном филму Cloudy with a Chance of Meatballs 2.

### 2014 - 2016
2014. године Урсула је играла Маргариту у успешној историјској серији Isabel. Исте године је постала прва глумица у историји која је добила Награду без премца на филмском фестивалу Sitges, награђујући своју каријеру. Магазин Men's Health ју је назвао „женом године” добивши награду из руке своје пријатељице и легендарне глумице, Роси де Палме.
2015. године Урсула је ишла у Тренто како би снимила шпанско-италијанску серију La Dama Velata у ком глуме Мирјам Леоне, Андреа Боска и Аура Гаридо. Касније ове године је играла Наталију у шпанском ситкому Anclados заједно са глумицом Роси де Палмом. У марту 2015. године је глумила Нађу у филму Perdiendo el Norte заједно са глумицом Бланком Суарез и глумцем Јоном Гонзалезом. Исте ове године освојила је награду Ciudad de Alicante, награду осмишљену да подстакне младе таленте. У децембру 2015. године је добила главну улогу у новом трилеру написаном од стране креатора серије Gran Hotel, La Embajada. Серија је била презентована у Француској током MIPTV-а и купљена је од стране америчке мреже UniMás.
2016. године је добила своју прву главну улогу у филму Cómo sobrevivir a una despedida и доказала је да је једна од најбољих комичарки у Шпанији. Филм је био презентован на филмском фестивалу у Малаги на главном такмичењу и био је номинован за најбољу фотографију. Она је поново играла у улози Маргарите од Аустрије у филму La Corona Partida. Овај филм је наставак серије Isabel и Carlos, rey emperador. Исте године је поново дала глас Кети у анимираном филму The Secret Life of Pets.

### 2017 - данас:La Casa de Papelи светска популарност
2017. године Урсула је добила главну улогу у телевизијској серији La Casa de Papel. Она је Токио, наратор приче, одбегли пљачкаш. Серија, осмишљена од стране Алекса Пина који је претходно написао драму Vis a Vis, која је окарактерисана мрачним хумором. Прво је емитована у Шпанији на Антени 3, а касније је постала међународно доступна преко Нетфликса. Први пут у својој каријери Урсула Корберо је препозната од стране критичара и публике који су видели у овом делу напредак у односу на њене претходне улоге. Она је добила награду за најбољу глумицу у категорији телевизијских серија. Серија La Casa de Papel је освојила награду за најбољу драмску серију. Постала је хит широм света и најгледајнија серија која није на енглеском језику. 
Касније те године Урсула је добила своју прву главну драмску улогу у биоскопу од сртане Хулија Медема. The Tree of Blood је трилер у коме Урсула игра Ребеку, мистериозну жену која, заједно са својим мужем, открива тајне своје породице. Такође је глумила у филму Proyecto Tiempo: La Llave који је режиран од сране Изабел Коисет. Филм је дебитовао на филмском фестивалу у Сан Себастијану. 
2019. године је добила своју прву улогу на енглеском језику у америчкој драмској серији Snatch. Поред ње у том филму глуме и Руперт Гринт и Лук Пасквалино.
2019. године се појавила у шпанској серији Paquita Salas.

## Јавни углед
Урсула Корберо је феминисткиња. Она је 2018. године учествовала у видеу у корист легализације абортуса у Аргентини.
Она је католикиња која себе не сматра сепаратисткињом,али подржава обе стране. Међутим,након резултата референдума о независности Каталоније 2017. године, твитовала је о томе како ју је „сломило“ полицијско насиље.
Глумица се сматра „ модном иконом “ због свог облачења, а такође је на 30.наградама Гоиа створила сензацију са хаљином Терезе Хелбиг, која је имала импресиван бочни отвор који јој је показивао ногу. Међутим, глумица је такође критикована због своје тежине, а неки чак мисле да болује од анорексије. Она је увек порицала и говорила како добро једе. Она такође, много вежба, највише пилатес и фитнес. 
Урсула је 2018. године постала једна од најпраћенијих познатих шпанских личности на инстаграму са више од 5 милиона пратилаца,захваљујући успеху La Casa de Papel серије. Такође свој инстаграм профил користи за подизање свести о климатским променама.
Била је члан жирија четвртог издања We Art Water Film Festival. Суоснивач је Јмас компаније, компаније уметника ( глумци,режисери,писци,продуценти...) која људима омогућава да присуствују премијерама филмова.
Глумица је учествовала у неколико кампања против рака дојке са глумицама Бланком Суарез и Кларом Лаго, како би подигла свест људи о тој болести. Такође се залаже за децу оболелу од рака са Атресмедиа фондацијом.

## Приватни Живот
Урсула је заштитно лице линије накита бренда „ Bvlgari “,под називом „ Fiorever “ и од тада је амбасадор овог бренда. Има пса по имену Лолита.
Глумица се 4 године забавља са аргентинским глумцем Ћином Дарином са којим се упознала на снимању шпанске ТВ серије „Ла Ембајада“, а од 2019. године живе заједно у Мадриду. Пре њега глумица се 2 године забављала са глумцем Израелом Родригезом. 2011. године се забављала са тенисером Фелицијаном Лопезом . Почетком 2013. године се забављала са манекеном и глумцем Андресом Веленцусом.

## Филмографија

### Филм
| Година | Српски назив                        | Изворни назив                       | Улога               |
| 2007   | Хроника опоруке                     | Crónica de una voluntad             | Кова                |
| 2011   | Паранормално искуство 3D            | Paranormal Xperience 3D             | Белен               |
| 2011   | Елсинор парк                        | Elsinor Park                        | Лиса                |
| 2013   | Ко је убио Бамбија?                 | Who killed Bambi?                   | Паула Лареа         |
| 2013   | Криминал са океана                  | Crimen con vista al mar             | Соња                |
| 2013   | Облачно са могућим падавинама ћуфти | Cloudy with a Chance of Meatballs 2 | Сем                 |
| 2013   | После журке                         | Afterparty                          | Мариа/Лаура         |
| 2015   | Наравно                             | Off Course                          | Надиа               |
| 2015   | Како преживети опроштај?            | Cómo Sobrevivir a una Despedida     | Марта               |
| 2016   | Тајни живот кућних љубимаца         | The Secret Life Of Pets             | Кати                |
| 2016   | Сломљена круна                      | La corona partida                   | Маргарет од Аутрије |
| 2016   | Црна етикета                        | Etiqueta Negra                      | Алекс               |
| 2017   | Љубавна прича                       | Una Historia de Amor                | Себе                |
| 2017   | Емоји филм                          | The Emoji movie                     | Смилер              |
| 2017   | Време пројекта је кључно            | Proyecto Tiempo: La IIave           | Алма                |
| 2018   | Стабло крви                         | El árbol de la sangre               | Ребека              |
| 2020   | Змијске очи                         | Snake Eyes                          | Баронес             |

#### ТВ-серије/филмови
| Година    | Српски назив                   | Изворни назив                  | Улога                        |
| 2002      | Разбијено огледало             | Mirall trencat                 | Мариа                        |
| 2005-2006 | Ветровито                      | Ventdelplà                     | Сара                         |
| 2007      | Одбројавање                    | Cuenta atrás                   | Данијела                     |
| 2007      | Интернет                       | El Internado                   | Мануела Портило              |
| 2008-2011 | Физика или хемија              | Fisica o Quimica               | Рут Гомез                    |
| 2011-2019 | 14. априла. Република          | 14 de abril.La República       | Беатриз де ла Торе           |
| 2012      | Летећу                         | Volare                         | Лила/Малва                   |
| 2013      | Велика резерва                 | Gran Reserva                   | Јулиа Кортазар/Лаура Марквез |
| 2013      | Марио Конде дани славе         | Mario Conde Los días de gloria | Палома Алиенде               |
| 2014      | Са магарцем у ваздуху          | Con el culo al aire            | Софиа                        |
| 2014      | Изабел                         | Isabel                         | Маргарет од Аустрије         |
| 2015      | Усидрен                        | Anclados                       | Наталиа                      |
| 2016      | Амбасада                       | La embajada                    | Естер Салинас                |
| 2017      | ¿Шта је било са Џорџом Санзом? | ¿Qué fue de Jorge Sanz?        | Себе                         |
| 2017      | Пљачка новца                   | Money Heist                    | Силене "Токио" Оливеира      |
| 2018      | Уграбити                       | Snatch                         | Инес                         |
| 2019      | Пакуита собе                   | Paquita Salas                  | Себе                         |

##### Музички видеи
| Година | Српски назив       | Изворни назив          | Извођач             |
| 2008   | Цена истине        | El precio de la verdad | Цинко де Енеро      |
| 2013   | Срцоломац          | Heartbreaker           | Аурин               |
| 2013   | Важно              | Lo importante          | Пигноизе            |
| 2015   | Драга моја Шпанија | Mi Querida España      | Кико Венено,Розален |
| 2018   | Када ме погледате  | Cuando Me Miras        | Ц,Тангана           |

## Награде и номинације
| Година | Српски назив награде      | Изворни назив награде                  | Категорија                         |
| 2009   | Ознака порекла Ла Манча   | La Denominacion de Origen de la Mancha | Најмлађа године                    |
| 2010   | Топ гламур                | Top Glamour                            | Најбоља нова глумица               |
| 2011   | Капитал                   | Kapital                                | Најбоља глумица                    |
| 2014   | Ситгес филмски фестивал   | Sitges Film Festival                   | Непоправљив дух                    |
| 2014   | Мушке здравствене награде | Men's Health Awards                    | Жена године                        |
| 2015   | Алицанте филмски фестивал | Alicante Film Festival                 | Награда за част и охрабрење        |
| 2018   | Жестоке награде           | Premios Feroz                          | Најбоља главна глумица у ТВ серији |
| 2018   | Атв награде               | Atv Awards                             | Најбоља глумица                    |